# Дембовець (Замойський повіт)
Дембовець (пол. Dębowiec) — село в Польщі, у гміні Скербешів Замойського повіту Люблінського воєводства.
Населення — 645 осіб (2011).
У 1975-1998 роках село належало до Замойського воєводства.

## Демографія
Демографічна структура станом на 31 березня 2011 року:
|          | Загалом | Допрацездатний вік | Працездатний вік | Постпрацездатний вік |
| -------- | ------- | ------------------ | ---------------- | -------------------- |
| Чоловіки | 329     | 75                 | 215              | 39                   |
| Жінки    | 316     | 65                 | 186              | 65                   |
| Разом    | 645     | 140                | 401              | 104                  |